# ラウル1世 (ヴェルマンドワ伯)
ラウル1世・ド・ヴェルマンドワ（Raoul Ier de Vermandois, 1085年頃もしくは1094年頃 - 1152年10月13日/14日）は、カペー朝フランス王国の王族ないし貴族。1102年から1152年までヴェルマンドワ伯、アミアン伯、ヴァロワ伯であった。勇敢伯（le Vaillant）、隻眼伯（le Borgne）の異名の他、ラウル4世・ド・クレピー（Raoul IV de Crépy）とも称された。

## 生涯
アデライード・ド・ヴェルマンドワとヴェルマンドワ伯ユーグ1世の息子。父はフランス王アンリ1世の王子でラウル1世は孫に当たり、ルイ6世は従兄に当たる。
ノルマン反乱を起こしたフランドル伯ギヨーム・クリトンを援護していた。1127年4月14日、サントメールにいたギヨームは城下の法律と慣習を確認した際、それらを遵守することに誓いを立てた。
この反乱に参戦していた最中の1129年、ラウル1世はリヴリー城包囲戦中、実弟に当たるショーモン＝アンヴェクサン卿アンリ（1091年 - 1130年）を殺害したクシー卿トマ・ド・マルルを仇討ちし、相手に瀕死の重傷を負わせたのと引き替えに片目を失い、以降は隻眼となった。
ルイ6世からはサン＝ドニ修道院長シュジェールと共に重用され、1131年11月にセネシャルに任命された。任命は1132年ともされるが、この資格でフランス王に同道して王の補佐あるいは代理として活動、ルイ6世とシャンパーニュ伯兼ブロワ伯ティボー4世との戦いで国王を後押しした。1135年にシュジェールの仲介でティボー4世と和睦したルイ6世からティボー4世と共に従甥に当たる王太子ルイ（後のルイ7世）の後見人に任命された。
1137年、ルイ6世が崩御して間もない頃、王太后アデル・ド・サヴォワは、息子ルイ7世とシュジェールに、自分が先王と結婚した時の持参金を国政に使用されることを恐れていた際、王太后を一時支持していた。同年、ルイ6世崩御前に行われたルイ7世とアリエノール・ダキテーヌの結婚式に出席、シュジェール・ティボー4世と共にルイ7世に同行してボルドーまで赴いた。
その後、戴冠したルイ7世から王妃アリエノールの妹ペトロニーユ・ダキテーヌを妻に薦められ、1142年にラウル1世は初婚の妻エレオノール・ド・シャンパーニュ（エレオノール・ド・ブロワ）と血族同士の結婚であったことを理由に離婚した（婚姻の無効）。
ラウル1世に遺棄されたエレオノールは、実兄に当たるティボー4世に事のあらましを訴え、ブロワ家とフランス王家の間で戦闘になった。それに教皇インノケンティウス2世が介入し、ラウル1世とペトロニーユの離婚を命じて破門を言い渡し、さらに2人の結婚を祝福した司教たちも同様に破門した。1144年にサン＝ドニ大聖堂献堂式を契機と考えたシュジェールとクレルヴォーのベルナルドゥスの仲介で、ラウル1世はルイ7世共々ティボー4世と和睦した。インノケンティウス2世の次代の教皇エウゲニウス3世の世になった際、1148年にランスで開かれた評議会でペトロニーユとの結婚が正式に認められた。
1145年に第2回十字軍に向けて出発したルイ7世が不在の間、ラウル1世はシュジェールと共にフランスに留まり、摂政として王の代わりに国を治めた。

## 結婚と子孫
1120年頃、ブロワ伯エティエンヌ2世とイングランド王女アデル・ド・ノルマンディーの娘エレオノール・ド・シャンパーニュ（エレオノール・ド・ブロワ）と結婚した。しかし、近親結婚であったことを教会に訴え、1141年頃に離婚した。
エレオノールとの間にもうけた長男ユーグ2世はラウル1世の死後に伯位を相続し、1152年から1160年までヴェルマンドワ伯およびヴァロワ伯となる。後にラウル2世に伯位を譲り、僧籍に入り名を改め、ヴァロワの聖フェリクスとなったと伝えられているが、それは16世紀に創作された話ともされており、信憑性は低い。
1142年頃、アキテーヌ公ギヨーム10世の次女で王妃アリエノール・ダキテーヌの妹に当たるペトロニーユ・ダキテーヌ（もしくはペロネル、アリックス）と再婚し、1男2女をもうけた。しかし、結局1151年にペトロニーユとは離婚している。どの子女も結婚したが、配偶者との子女に恵まれず、以降ヴェルマンドワ家の直系子孫は断絶した。
- エリザベート（1143年 - 1183年）
弟ラウル2世没後、伯位を継承、ヴェルマンドワ女伯およびヴァロワ女伯となり、フランドル伯フィリップ・ダルザス（ラウルの3人目の妻ローレットの弟）と結婚。
- ラウル2世（1145年 - 1167年）
異母兄ユーグ2世から伯位を譲渡され、1160年にヴェルマンドワ伯およびヴァロワ伯となる。1167年にハンセン病で早世。
- エレオノール（1148年/1149年 - 1213年）
姉エリザベート没後、嗣子となる子女がなかったため伯位を継承、ヴェルマンドワ家最後の女伯となる。オストゥルヴァン伯ジョフロワ・ド・エノー、ヌヴェール伯ギヨーム4世、ブローニュ伯マチュー・ダルザス、フランス王家に財務官として仕えたボーモン＝シュル＝オワーズ伯マテュー3世らと結婚。

1152年、フランドル伯ティエリー・ダルザスの娘ローレット・ダルザス（1131年頃 - 1170年）と最後に結婚したが、子どもはいなかった。
ローレットはラウル1世と死別した後、ルクセンブルク伯ハインリヒ4世と再婚した。

## 登場する映画作品
- 映画『訪問者～革命～』（Les Visiteurs : La Révolution, ジャン＝マリー・ポワレ（英語版）監督、2016年） - 演：ダヴィド・サール（フランス語版）